# Corinne Griffith
Corinne Griffith (Waco, Texas, 1894. november 21. – Santa Monica, Kalifornia, 1979. július 13.) Oscar-díjra jelölt amerikai színésznő, filmproducer, üzletasszony.

## Élete
Corinne Griffin néven született a texasi Wacóban John Lewish Griffin és Ambolina Ghio lányaként. Olasz és német felmenőkkel is rendelkezett, egy lánytestvére volt.
Griffith a Sacred Heart Kolostori Iskolába járt New Orleansben, utána táncosként dolgozott. Griffith megnyert egy New Orleans-i szépségversenyt farsang idején, és állítólag itt találkozott a Vitagraph igazgatójával, Rolin Sturgeonnal. Sturgeon filmszerepet ajánlott neki, az ifjú színészjelölt pedig felvette a Corinne Griffith művésznevet, majd Kaliforniába költözött.
1916-ban Griffith megkezdte színészi pályafutását némafilmekben, elsődlegesen mellékszerepekbe bújva. Tehetsége viszont hamar átemelte a főszereplők közé, olyan színészekkel mint Earle Williams és Harry Morey. 1917-ben a Vitagraph New Yorkba költöztette, 1918-ra Griffith pedig saját filmjeinek sztárjává lett. A Vitagraph-fal való együttműködése egészen 1922-ig tartott, majd a First National Pictures stúdióval (ma a Warner Bros. része) szerződött le közel hét évig. 1929-ben a The Divine Lady főszerepében tündökölt, amivel Oscar-díjra jelölték. A produkció félig hangos filmként készült el aláfestett zenével és hangeffektekkel, de nem volt benne még párbeszéd. A történelmi dráma Nelson admirális és Lady Emma Hamilton románcával nagy sikert aratott a közönségnél.
1930-ra Hollywoodban kibontakozott a hangosfilm technológia, és a némafilmek csillaga leáldozott. Griffith megkapta első hangosfilmes szerepét Korda Sándor a Lilies of the Field című 1930-as remakejében, aminek 1924-es némafilm változatában is ő játszotta a főszerepet. A film azonban megbukott, és Griffith-nek orrhangja volt. Következő hangos filmje, a Back Pay is hasonló sorsra jutott.   
1932-ben szerepelt utoljára a mozivásznon a Lily Christine című brit filmdrámában Colin Clive-val, majd nyugdíjba vonult a filmektől. 1962-ben tett egyetlen kivételt a Paradise Alley című melodrámával.
Griffith a színház felé fordult, szerepelt Noël Coward Design for Living című színdarabjában, és tagja volt az Amerikai Újságírónők Klubjának Washingtonban. 1950-ben csatlakozott az Amerikai Zeneszerzők és Kiadók Társaságához, együttműködött Barnee Breeskinnel a Hail to the Redskins, Chanson du Bal és October című dalain.
Griffith emellett nagyszerű írónak is bizonyult. A Saturday Evening Postban heti rendszerességgel jelentetett meg cikkeket a baseballos élményeiről, amiket később kötetbe gyűjtött, és My Life with the Redkins címen kiadott. Műve sikere nyomán további könyveket írt 1952-ben (Papa's Delicate Condition), 1955-ben (Eggs I Have Known), 1962-ben (Hollywood Stories), 1972-ben (This You Won't Believe) és 1974-ben (I'm Lucky - At Cards). 1963-ben a Papa's Delicate Condition című regényét megfilmesítették Jackie Gleasonnal a főszerepben.
Griffith sikeres üzletasszonnyá is kinőtte magát. Az ingatlanpiacba fektetett be, és halálakor az egyik leggazdagabb nő volt a világon.

### Magánélete
Griffith első házassága Webster Campbell-lel volt 1920-ban, akitől három év után elköltözött, majd elvált. 1924-ben hozzáment Walter Moroscóhoz, akivel majd egy évtizedig együtt volt, de tőle is elvált 1934-ben.
1936-ban George Preston Marshall lett a harmadik férje, vele 1958-ban ért véget a házassága. Negyedik és egyben utolsó férje, Dan Scholl volt 1965-ben, akivel csak hat hétig tartott a frigye.

## Filmográfia

### Rövidfilmek
| Rövidfilmek | Rövidfilmek               | Rövidfilmek                | Rövidfilmek    |
| Év          | Cím                       | Szerep                     | Megjegyzés     |
| ----------- | ------------------------- | -------------------------- | -------------- |
| 1916        | La Paloma                 | Stella                     | elveszett film |
| 1916        | Bitter Sweet              | Ruth Slater, John felesége | elveszett film |
| 1916        | When Hubby Forgot         | a szobalány                | elveszett film |
| 1916        | Sin's Penalty             | Lola Wilson                | elveszett film |
| 1916        | Miss Adventure            | Gloria                     | elveszett film |
| 1916        | The Cost of High Living   | Jack húga                  |                |
| 1916        | Ashes                     | a nővér                    | elveszett film |
| 1916        | The Waters of Lethe       | Joyce Denton               | elveszett film |
| 1916        | The Yellow Girl           | Corinne                    |                |
| 1916        | A Fool and His Friend     | ?                          | elveszett film |
| 1916        | His Wife's Allowance      | ?                          | elveszett film |
| 1917        | The Mystery of Lake Lethe | ?                          | elveszett film |
| 1918        | A Wise Purchase           | Helen Loring               |                |

### Némafilmek
| Év   | Cím                             | Szerep                                       | Megjegyzés     |
| ---- | ------------------------------- | -------------------------------------------- | -------------- |
| 1916 | Through the Wall                | Pussy Wimott                                 | elveszett film |
| 1916 | The Last Man                    | Lorna Harvey                                 | elveszett film |
| 1917 | The Stolen Treaty               | Irene Mitchell                               | elveszett film |
| 1917 | Transgression                   | Marion Hayward                               | elveszett film |
| 1917 | The Love Doctor                 | Blanche Hildreth                             | elveszett film |
| 1917 | I Will Repay                    | Virginia Rodney                              | elveszett film |
| 1917 | Who Goes There?                 | Karen Girard                                 | elveszett film |
| 1918 | The Menace                      | Virginia Denton                              | elveszett film |
| 1918 | Love Watches                    | Jacqueline Cartaret                          | elveszett film |
| 1918 | The Clutch of Circumstance      | Ruth Lawson                                  | elveszett film |
| 1918 | The Girl of Today               | Leslie Selden                                | elveszett film |
| 1918 | Miss Ambition                   | Marta                                        | elveszett film |
| 1919 | The Adventure Shop              | Phyllis Blake                                | elveszett film |
| 1919 | The Girl Problem                | Erminie Foster                               | elveszett film |
| 1919 | The Unknown Quantity            | Mary Boyne                                   | elveszett film |
| 1919 | Thin Ice                        | Alice Winton                                 |                |
| 1919 | A Girl at Bay                   | Mary Allen                                   | elveszett film |
| 1919 | The Bramble Bush                | Kaly Dial                                    | elveszett film |
| 1919 | The Climbers                    | Blanche Sterling                             |                |
| 1919 | The Tower of Jewels             | Emily Cottrell                               | elveszett film |
| 1920 | Human Collateral                | Patricia Langdon                             | elveszett film |
| 1920 | Deadline at Eleven              | Helen Stevens                                | elveszett film |
| 1920 | The Garter Girl                 | Rosalie Ray                                  | elveszett film |
| 1920 | Babs                            | Barbara Marvin                               | elveszett film |
| 1920 | The Whisper Market              | Erminie North                                | elveszett film |
| 1920 | The Broadway Bubble             | Adrienne Landreth Drina Lynn                 | elveszett film |
| 1921 | It Isn't Being Done This Season | Marcia Ventnor                               | elveszett film |
| 1921 | What's Your Reputation Worth?   | Cara Deene                                   | elveszett film |
| 1921 | Moral Fibre                     | Marion Wolcott                               | elveszett film |
| 1921 | The Single Track                | Janette Gildersleeve                         | elveszett film |
| 1922 | Received Payment                | Celia Hughes                                 | elveszett film |
| 1922 | Island Wives                    | Elsa Melton                                  | elveszett film |
| 1922 | A Virgin's Sacrifice            | Althea Sherrill                              | elveszett film |
| 1922 | Divorce Coupons                 | Linda Catherton                              | elveszett film |
| 1923 | The Common Law                  | Valerie West                                 | elveszett film |
| 1923 | Six Days                        | Laline Kingston                              |                |
| 1923 | Black Oxen                      | Madame Zatianny Mary Ogden                   |                |
| 1924 | Lilies of the Field             | Mildred Harker                               | elveszett film |
| 1924 | Single Wives                    | Betty Jordan                                 |                |
| 1924 | Love's Wilderness               | Linda Lou Heath                              |                |
| 1925 | Déclassé                        | Lady Helen Haden                             |                |
| 1925 | The Marriage Whirl              | Marian Hale                                  | elveszett film |
| 1925 | Classified                      | Babs Comet                                   |                |
| 1925 | Infatuation                     | Violet Bancroft                              | elveszett film |
| 1926 | Mademoiselle Modiste            | Fifi                                         | elveszett film |
| 1926 | Into Her Kingdom                | Tatyana nagyhercegnő tizenkét és húsz évesen | elveszett film |
| 1926 | Syncopating Sue                 | Susan Adams                                  | elveszett film |
| 1927 | The Lady in Ermine              | Mariana Beltrami                             | elveszett film |
| 1927 | Three Hours                     | Madeline Durkin                              |                |
| 1928 | The Garden of Eden              | Tony Lebrun                                  |                |
| 1928 | Outcast                         | Miriam                                       |                |
| 1928 | The Divine Lady                 | Emma Hart                                    |                |
| 1929 | Saturday's Children             | Bobby Halevy                                 | elveszett film |
| 1929 | Prisoners                       | Riza Riga                                    | elveszett film |

### Hangosfilmek
| Év   | Cím                                  | Szerep                   |
| ---- | ------------------------------------ | ------------------------ |
| 1929 | Lilies of the Field (elveszett film) | Mildred Harker           |
| 1930 | Back Pay                             | Hester Bevins            |
| 1932 | Lily Christine                       | Lily Christine Summerset |
| 1962 | Paradise Alley                       | Mrs Wilson               |

## Díjak és jelölések
| Év   | Cím             | Díj                                     | Eredmény |
| ---- | --------------- | --------------------------------------- | -------- |
| 1930 | The Divine Lady | Oscar-díj a legjobb női főszereplőnek   | Jelölve  |
| 1960 |                 | csillag a Hollywood Hírességek sétányán | Elnyerte |